# Stefano Bianchini (Mathematiker)
Stefano Bianchini (* 13. Mai 1970 in Pavia) ist ein italienischer Mathematiker.
Bianchini promovierte 2000 an der SISSA (Scuola Internazionale Superiore di Studi Avanzati) in Triest bei Alberto Bressan (On Singular Approximations to Hyperbolic Systems of Conservation Laws). Er ist am Istituto per le Applicazioni del Calcolo M. Picone (IAC) in Rom.
Er beschäftigt sich mit der Theorie partieller Differentialgleichungen, speziell hyperbolischen Erhaltungssätzen. Mit seinem Lehrer Bressan konnte er das lange offene Problem der Stabilität und Konvergenz von Näherungslösungen verschwindender Viskosität für eindimensionale nichtlineare hyperbolische Systeme lösen. Bianchini führte dabei neue Konzepte ein, in dem er die Lösungen mit Hilfe der Center Manifold Theorie lokal als Superpositionen von fortschreitenden Wellen darstellte.
2004 erhielt er den EMS-Preis und war Gastredner auf dem 4. Europäischen Mathematikerkongress (Singular approximation to hyperbolic systems of conservation laws in one space dimension).